# Monts Outeniqua
Pour les articles homonymes, voir Outeniqua.
Les monts Outeniqua sont une chaîne de montagnes située dans la province du Cap-Occidental en Afrique du Sud. Elles ont une orientation nord-est à partir des environs de la ville de George.

## Toponymie
Le terme Outeniqua est dérivé du nom d'une tribu khoïsan qui vivait dans ces montagnes, et qui signifie « ceux / celles qui portent du miel » Des peintures rupestres de cette tribu peuvent toujours être observées dans la région.

## Géographie

### Topographie

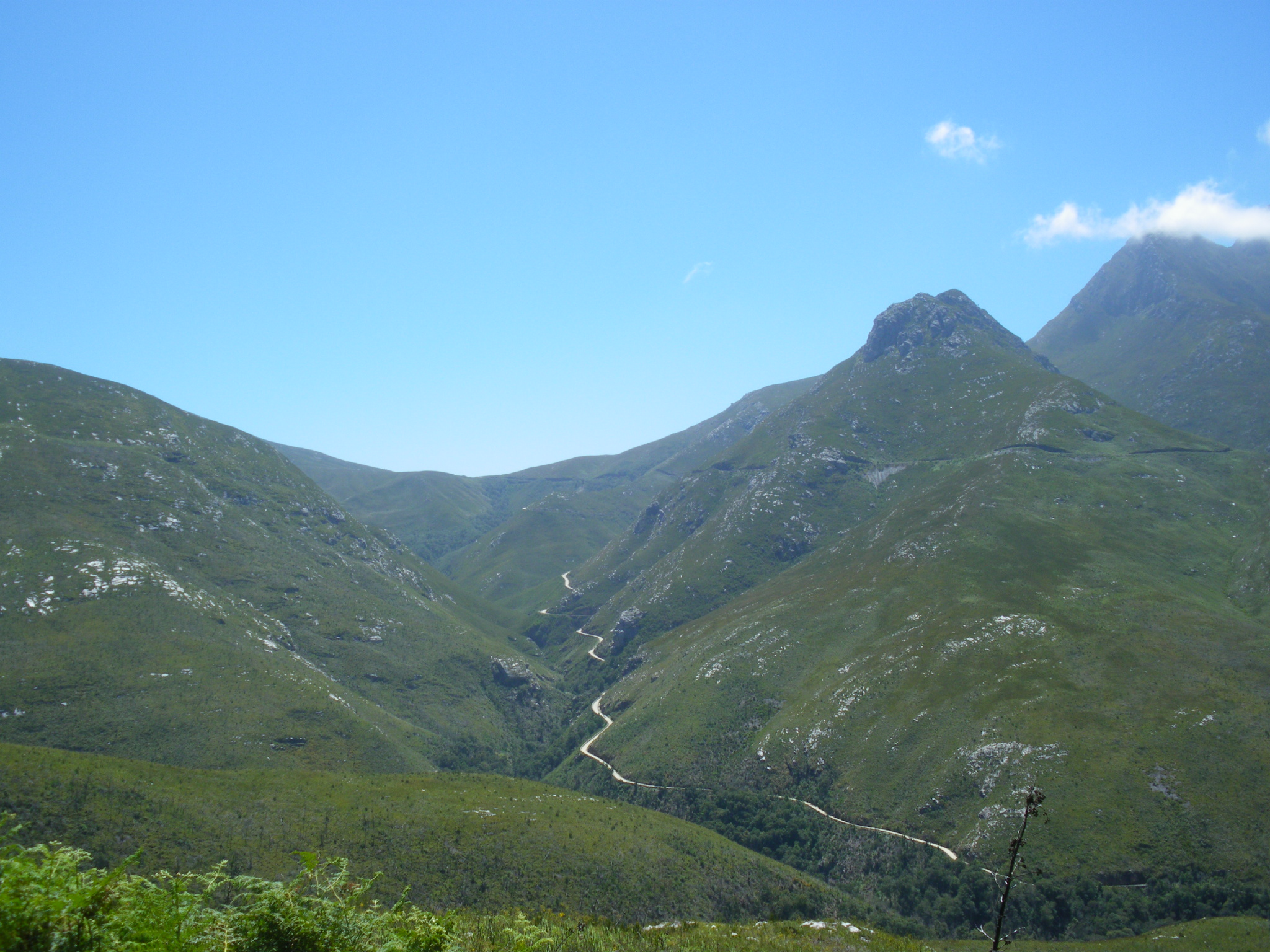
Les monts Outeniqua au niveau du Montagu Pass.

La cordillère est caractérisée par des pentes douces sur les contreforts sud, et de plus fortes dénivellations au nord, à la limite du Petit Karoo. Parmi les sommets figurent le Formosa Peak d'une altitude 1 675 mètres, à environ 45 km au nord-est de Plettenberg Bay et Cradock's Mountain à 1 578 mètres d'altitude, au nord de George.

### Faune et flore
Les expositions variées créent des paysages différents. Sur les pentes sud, on retrouve la végétation typique du fynbos, tandis que le flanc nord présente une végétation plus arbustive et désertique. Le sud-est, dans la région de Knysna ou de Bloukrans, est lui garni de forêts impénétrables plus humides.
Parmi les animaux présents dans les monts Outeniqua se trouvent l'oréotrague, le péléa, le léopard et divers rongeurs. Au nombre des oiseaux l'on trouve l'aigle noir et différents rapaces, ou encore le promérops du Cap et divers oiseaux du finbos.

### Climat
Le climat dans ces montagnes est généralement de chaud à modéré, avec une température moyenne d'été de 20,5 °C, les conditions météorologiques peuvent elles grandement varier. En hiver, la température peut tomber à 5 °C voire moins sur les pentes sud, et la neige tomber sur les plus hauts sommets.

## Histoire
Les monts Outeniqua ont eu une importance particulière dans l'histoire de la Colonie du Cap. C'est en effet dans les environs de Mossel Bay et de George qu'il devenait impossible de continuer de longer la côte pour progresser vers l'est à cause du relief accidenté et des forêts humides. Les pionniers, Trekboers et Voortrekkers, étaient dès lors contraints de passer les monts Outeniqua pour gagner la zone semi-désertique du petit Karoo. Les montagnes furent dès lors ouvertes au trafic vers le nord par les passages successivement inaugurés du col Attaquas Kloof (1689),  du col Cradock (1812), du col Montagu (1848), du col Robinson (1869), et du col Outeniqua (1951) du XVIIe au XXe siècle.